# Nachzeitigkeit
Nachzeitigkeit bedeutet in der Grammatik, dass die Handlung, die in einer untergeordneten Konstruktion geschildert wird, nach der in der übergeordneten Konstruktion geschilderten Handlung stattfindet.
Die Nachzeitigkeit gehört neben der Gleichzeitigkeit und der Vorzeitigkeit zu den Zeitverhältnissen (vgl. auch Consecutio temporum). Ihr Gebrauch in einer Sprache hängt vom zeitlichen Bezug der Handlung ab.

## Deutsche Sprache
Die Handlung eines Gliedsatzes gilt als nachzeitig gegenüber der Handlung in der übergeordneten Konstruktion, wenn er
- eine entsprechende (temporale) Konjunktion wie bevor, als, bis, ehe

enthält.
Bei der Nachzeitigkeit wird das, was zuletzt stattgefunden hat bzw. stattfindet (Zeitstrahl), in den Nebensatz (Protasis) gesetzt. Aus der Sicht der Handlung. Wenn das in einem Nebensatz versprachlichte Ereignis oder Geschehen nach dem im Hauptsatz (Apodosis) ausgedrückten Ereignis einsetzt, wird von Nachzeitigkeit gesprochen.
Bsp.: Der Wikipedianer las (Präteritum) den Artikel noch einmal durch, bevor er ihn speicherte (ebenfalls Präteritum, aber das Speichern findet nach dem Durchlesen statt!).
Auch Präpositionalausdrücke können Nachzeitigkeit ausdrücken.
Bsp.: Vor dem Speichern las er den Artikel noch einmal durch.

## Lateinische Sprache
Auch hier können Gliedsätze durch 
- Subjunktionen wie priusquam
- Verwendung eines bestimmten Tempus nach den Regeln der Consecutio temporum

als nachzeitig definiert werden.
Ferner signalisiert das Partizip Futur Aktiv Nachzeitigkeit.
Bsp.: Morituri te salutant. - Diejenigen, die sterben werden, grüßen dich.
In Konstruktionen wie dem AcI oder dem NcI wird durch den Infinitiv Futur (der aus dem PFA und der entsprechenden Form von esse zusammengesetzt wird) die Nachzeitigkeit signalisiert.
Bsp.: Helvetii existimabant se Allobrogibus persuasuros esse... - Die Helvetier glaubten, sie würden die Allobroger überreden (werden)...